# Axinella solenoeides
Axinella solenoeides är en svampdjursart som beskrevs av de Laubenfels 1957. Axinella solenoeides ingår i släktet Axinella och familjen Axinellidae.
Artens utbredningsområde är havet kring Hawaii. Inga underarter finns listade i Catalogue of Life.